# Démographie du Lesotho
Cet article contient des statistiques sur la démographie du Lesotho.

## Évolution de la population

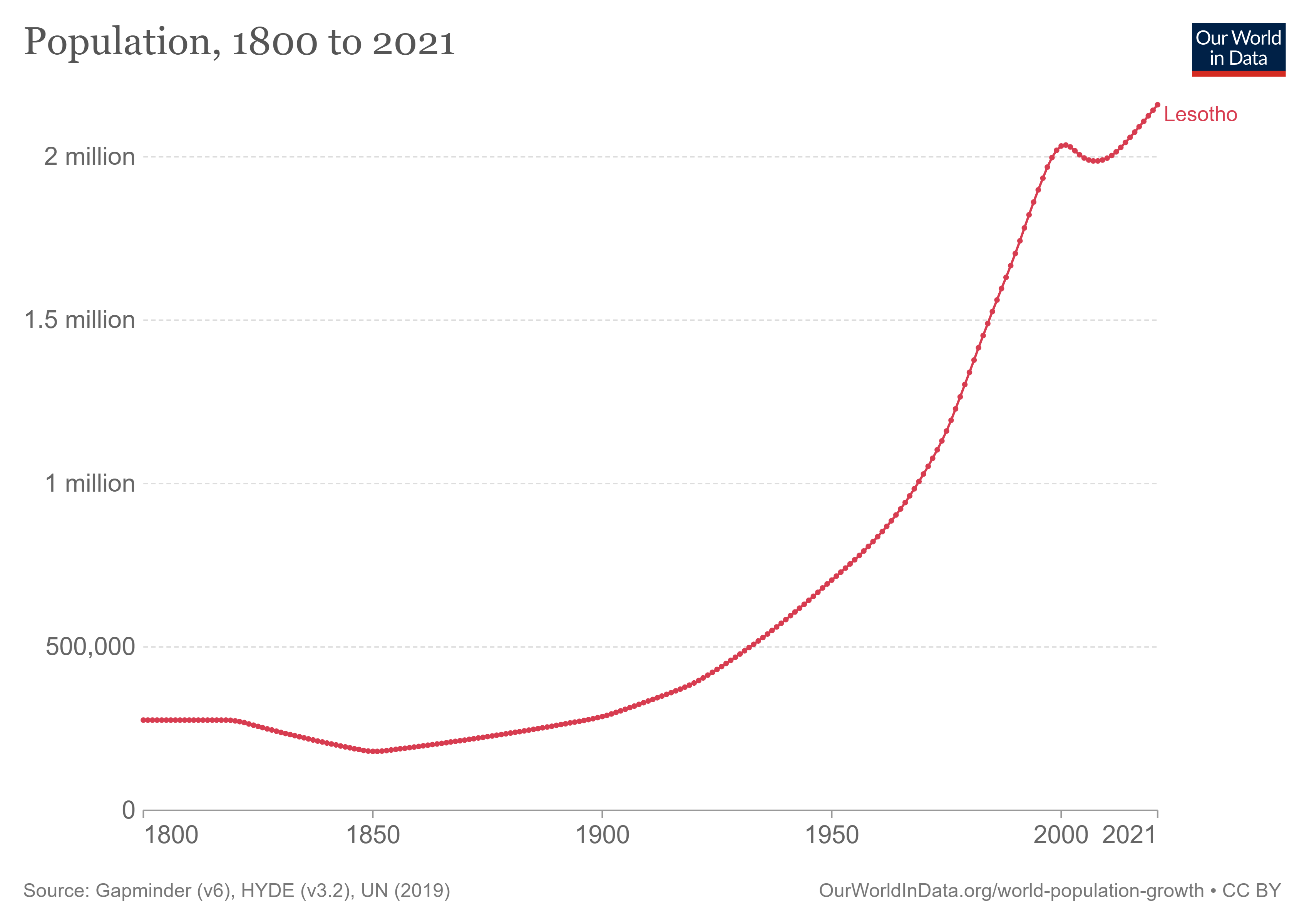
Évolution démographique

## Fécondité
En 2014, le taux de fécondité au Lesotho s'élève à 3,3 enfants par femme.
|               | 2004 | 2009 | 2014 |
| ------------- | ---- | ---- | ---- |
| Milieu urbain | 1,9  | 2,1  | 2,3  |
| Milieu rural  | 4,1  | 4,0  | 3,9  |
| Total         | 3,5  | 3,3  | 3,3  |